# Marquartstein
Marquartstein település Németországban, azon belül Bajorországban. Lakosainak száma 3374 fő (2023. december 31.).

## Népesség
A település népessége az elmúlt években az alábbi módon változott:
| Lakosok száma | 1833 | 2581 | 2665 | 3251 | 3190 | 3291 | 3224 | 3247 | 3269 | 3374 |
|               | 1950 | 1975 | 1987 | 2012 | 2013 | 2015 | 2016 | 2019 | 2021 | 2023 |

## Fekvése
A Tiroler Ache-patak völgyének bejáratánál fekvő település. A 2600 körüli lakosú községet nyugatról az 1586 méter magas Hochplatte, keletről az 1744 m magas Hochgern fogja körbe, ahova külön autóút vezet.

## Története

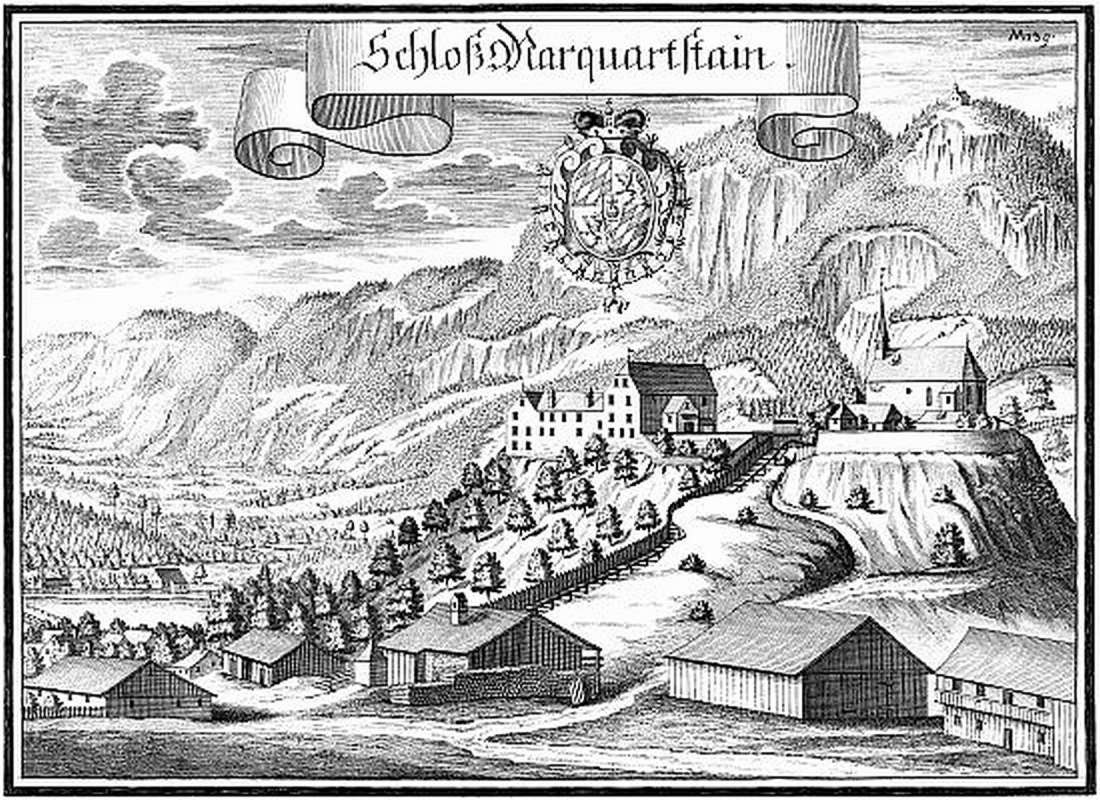
Marquartstein vára

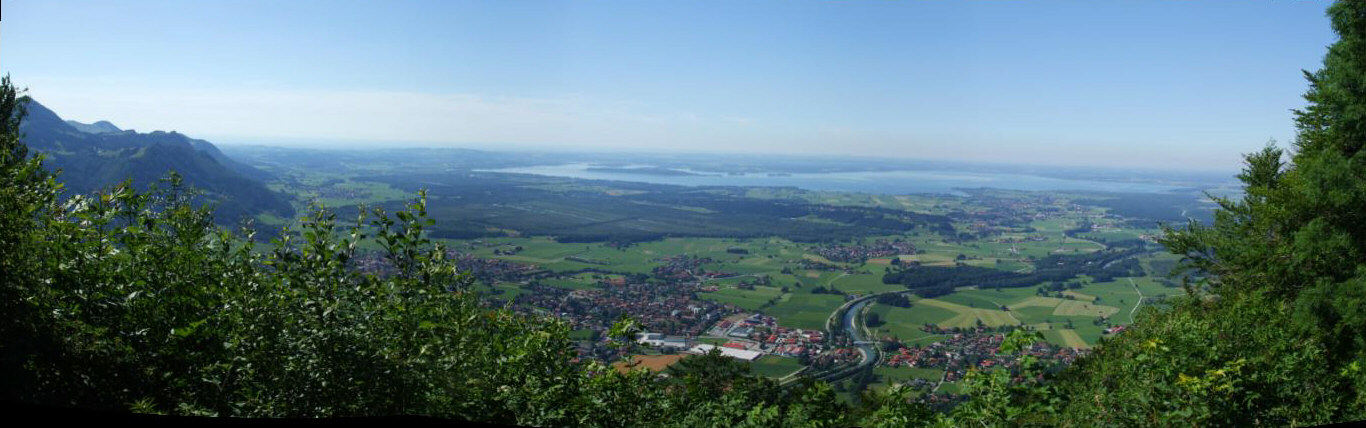

A falut II. Marquart őrgróf 1072-ben itt felépült várkastélyáról nevezték el. A vár egykor fontos erődítés volt a Tiroler Ache-patak völgyének bejáratánál.
A lovagvár a 607 méter magasságú Schlossbergen létesült. Parányi temploma mindmáig őrzi gótikus jellegét. A vártől  teljes felújítása után 1990-magántulajdon; tulajdonosa a müncheni műkereskedő Konrad O. Bernheimer.
A lovagvárhoz vezető úton a Burgweg egyik villáján emléktábla jelzi, hogy 1897-1907 között Richard Strauss rendszeresen itt töltötte a nyarat és itt dolgozott Salome és Elektra című operáin.

## Nevezetességek
- Lovagvár
- Richard Strauss itt töltötte a nyarait és itt dolgozott Salome és Elektra című operáin.

## Galéria

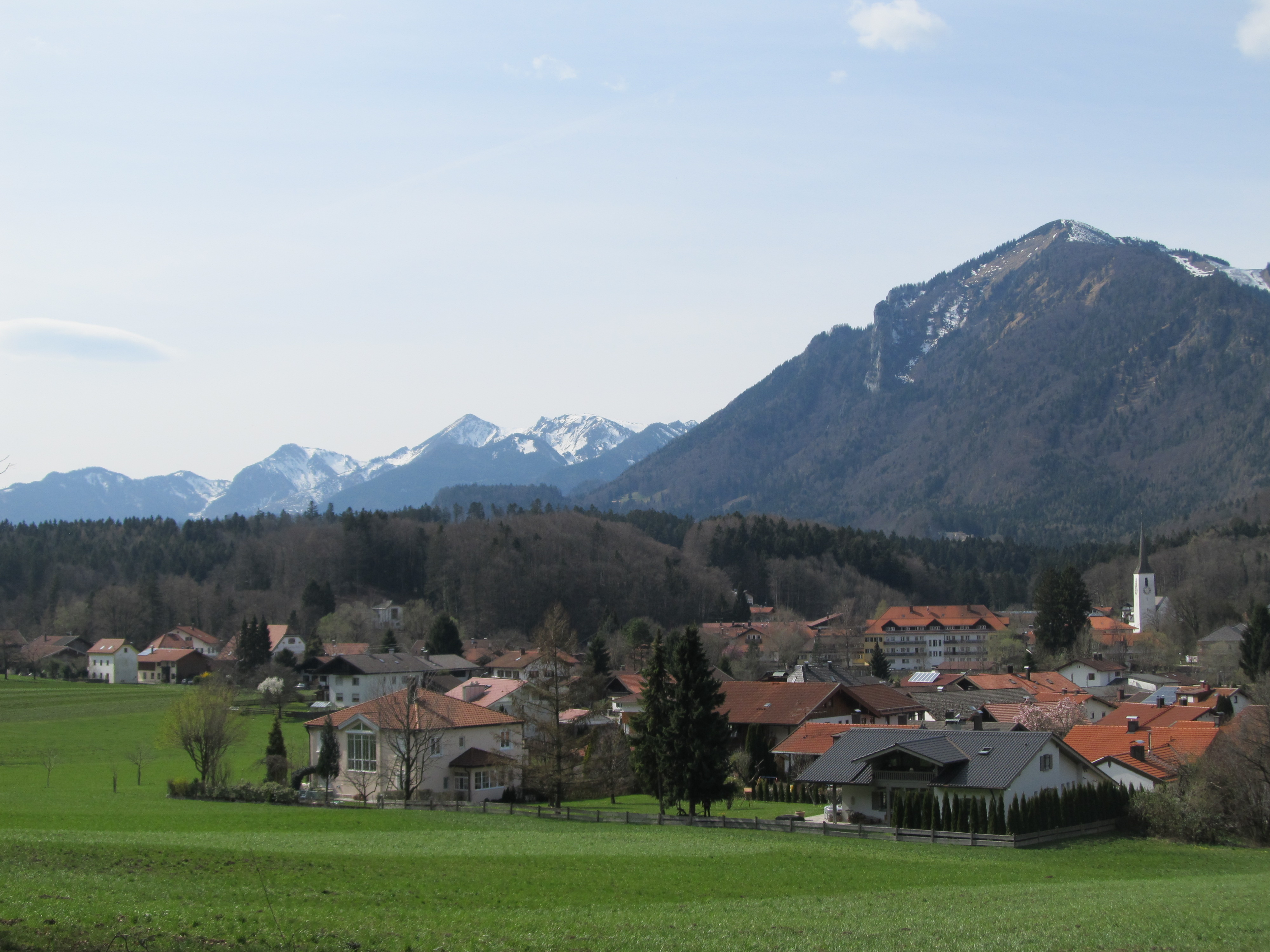
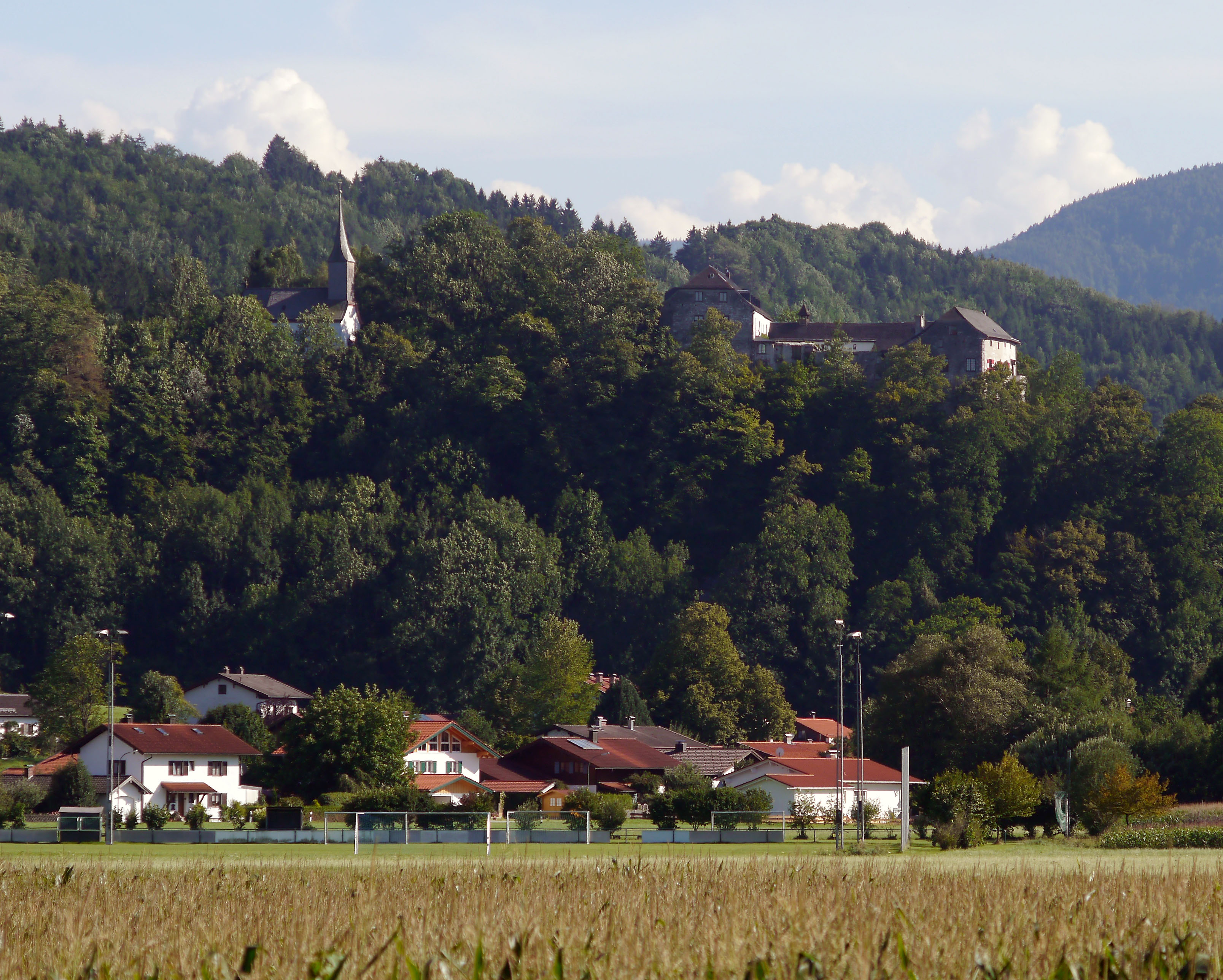
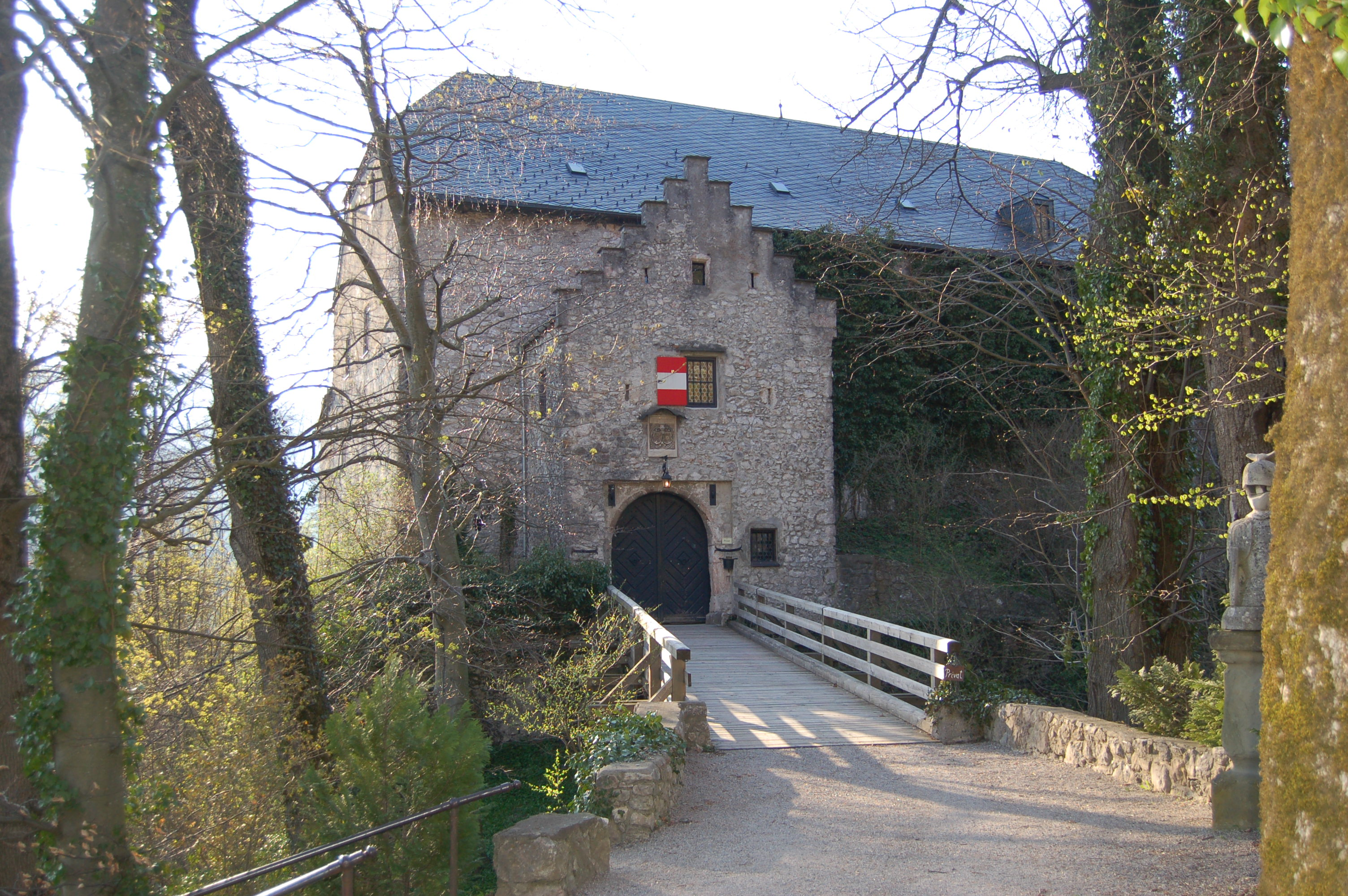
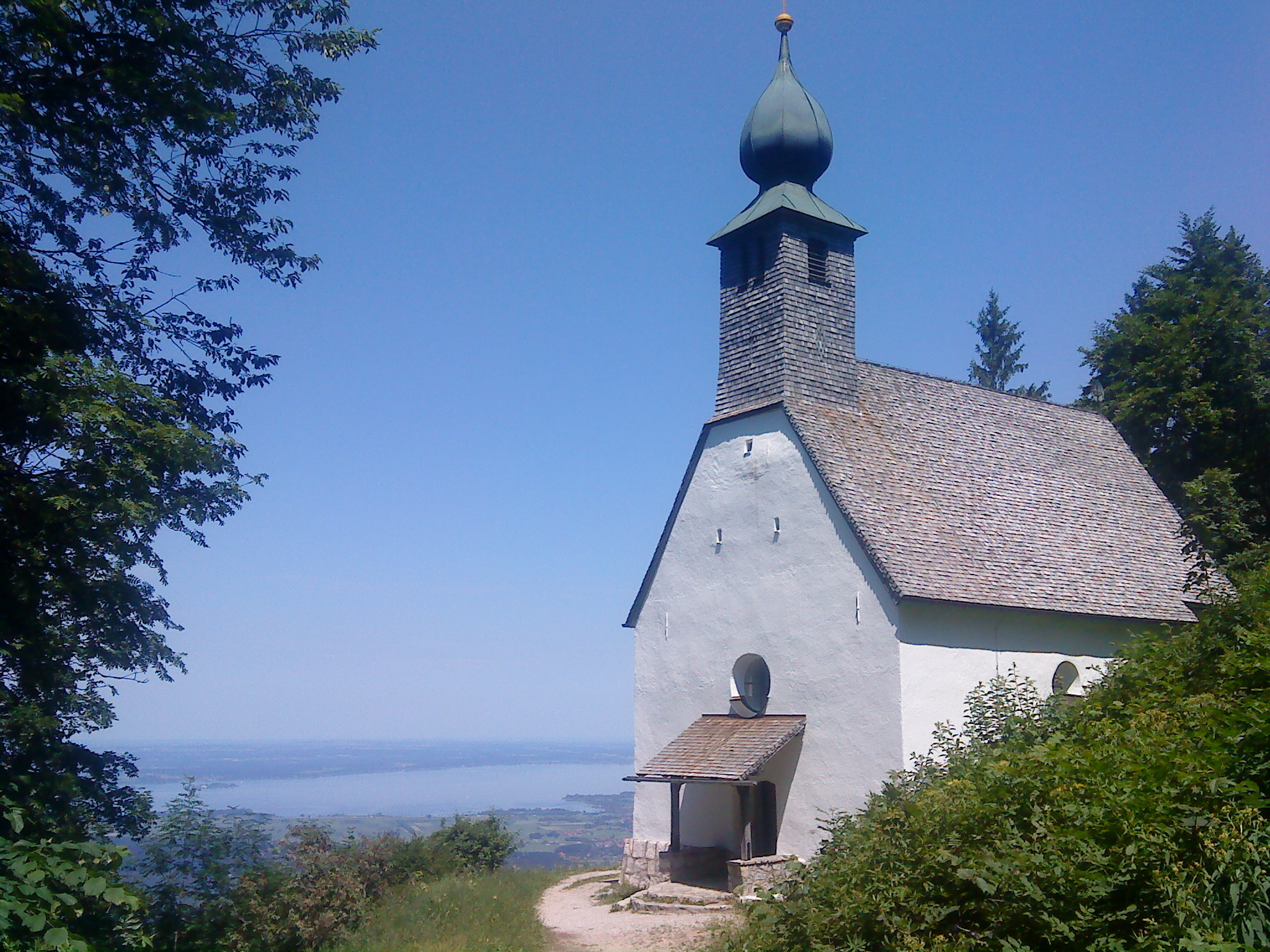
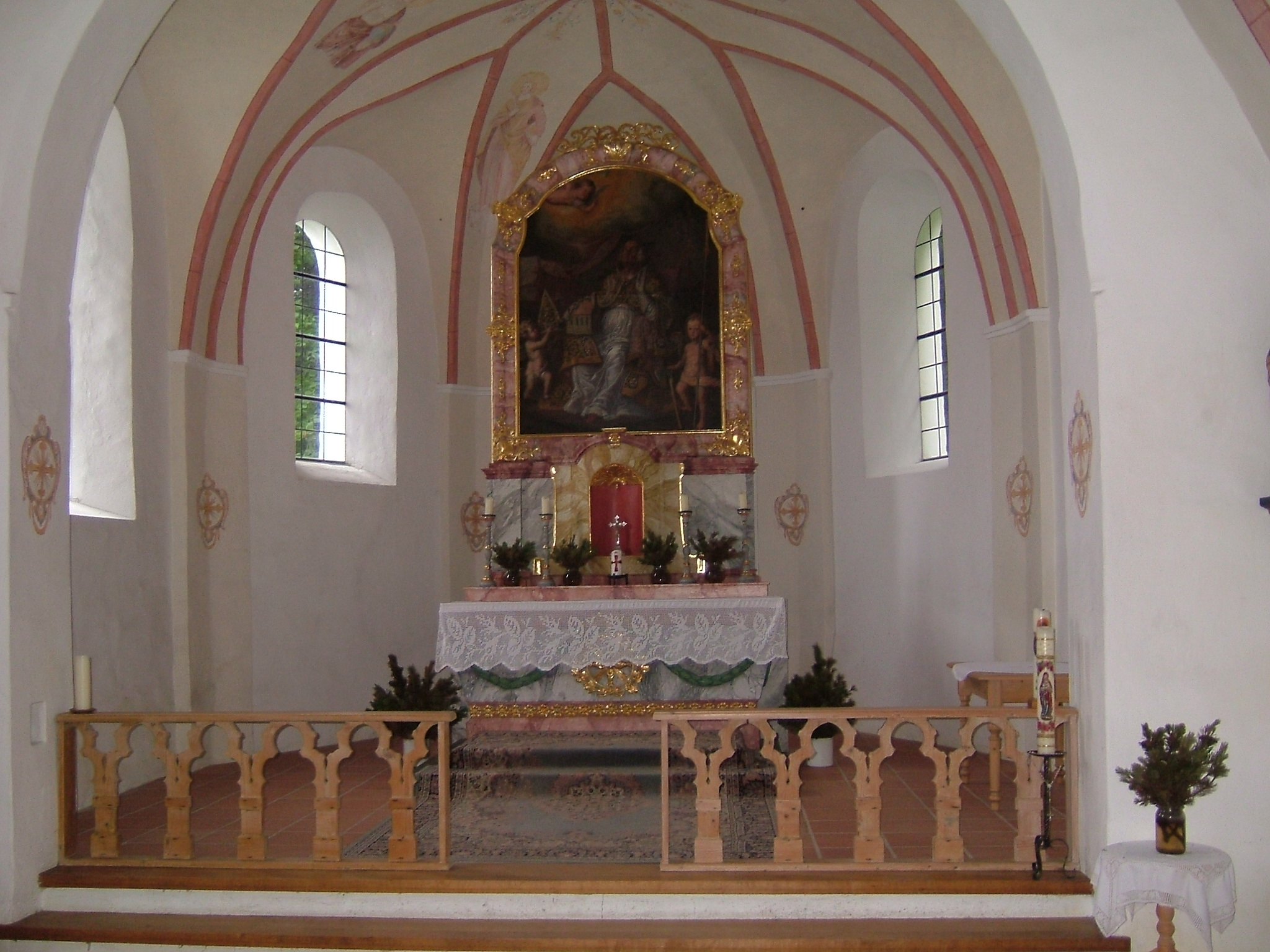
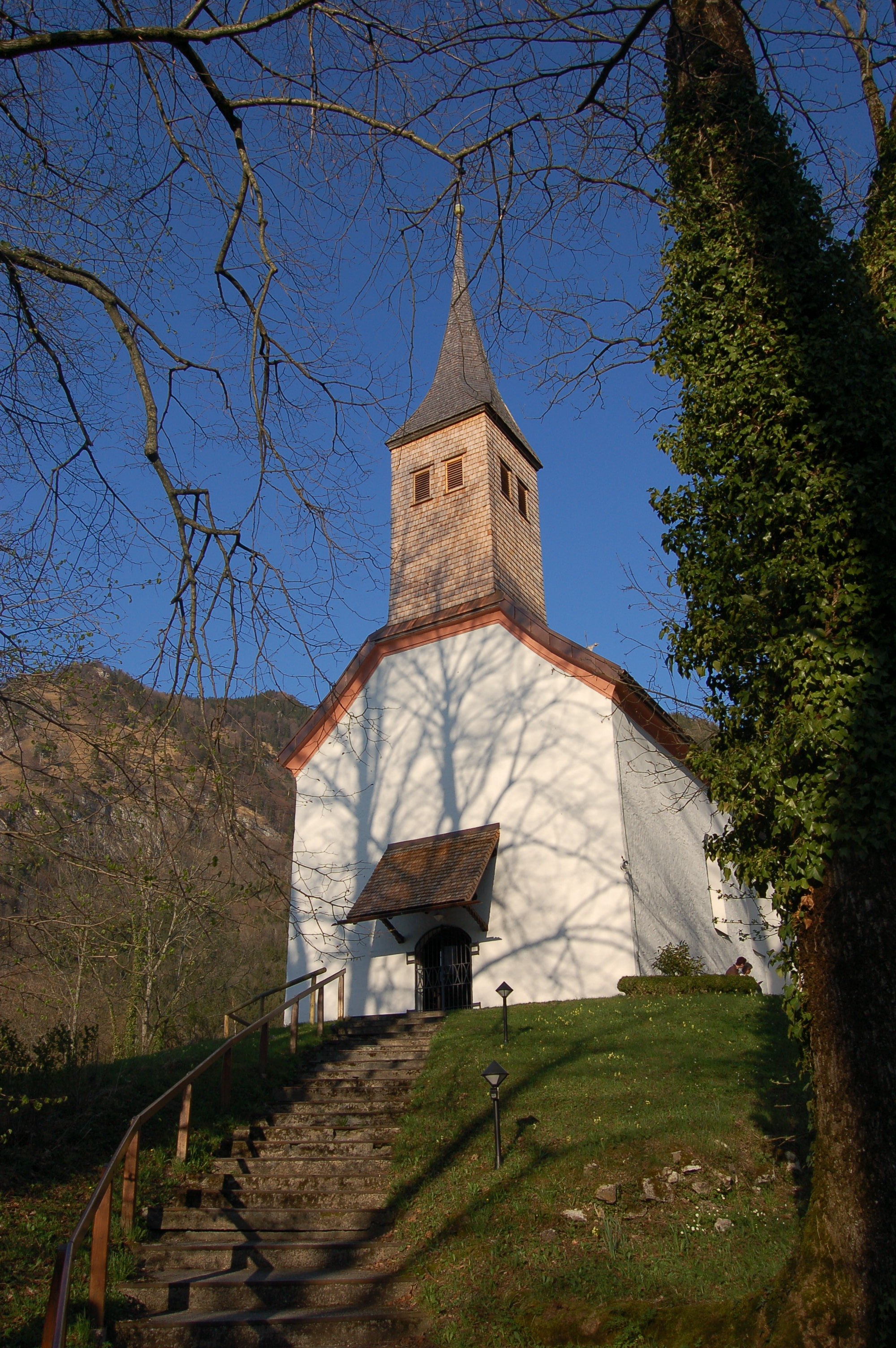
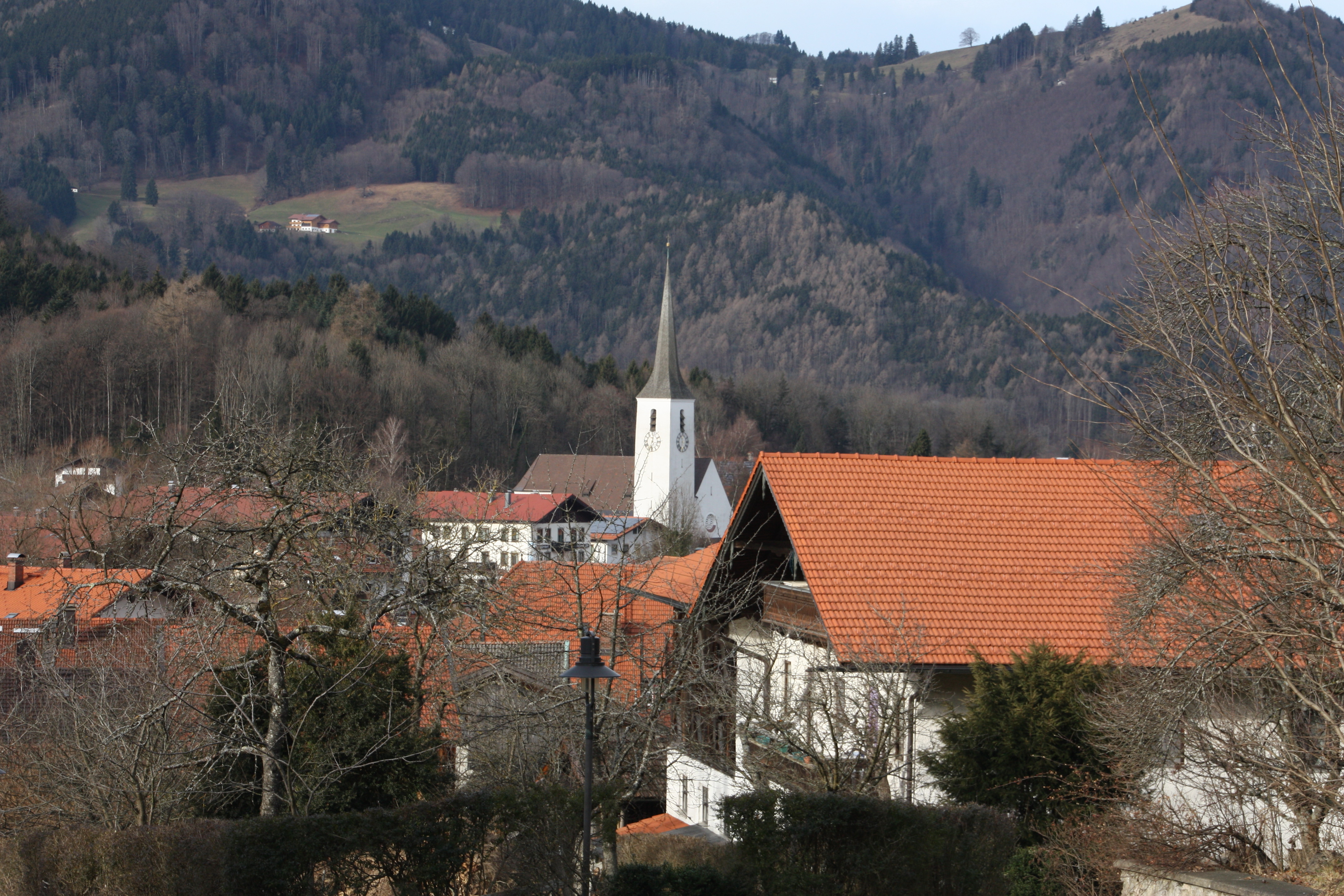
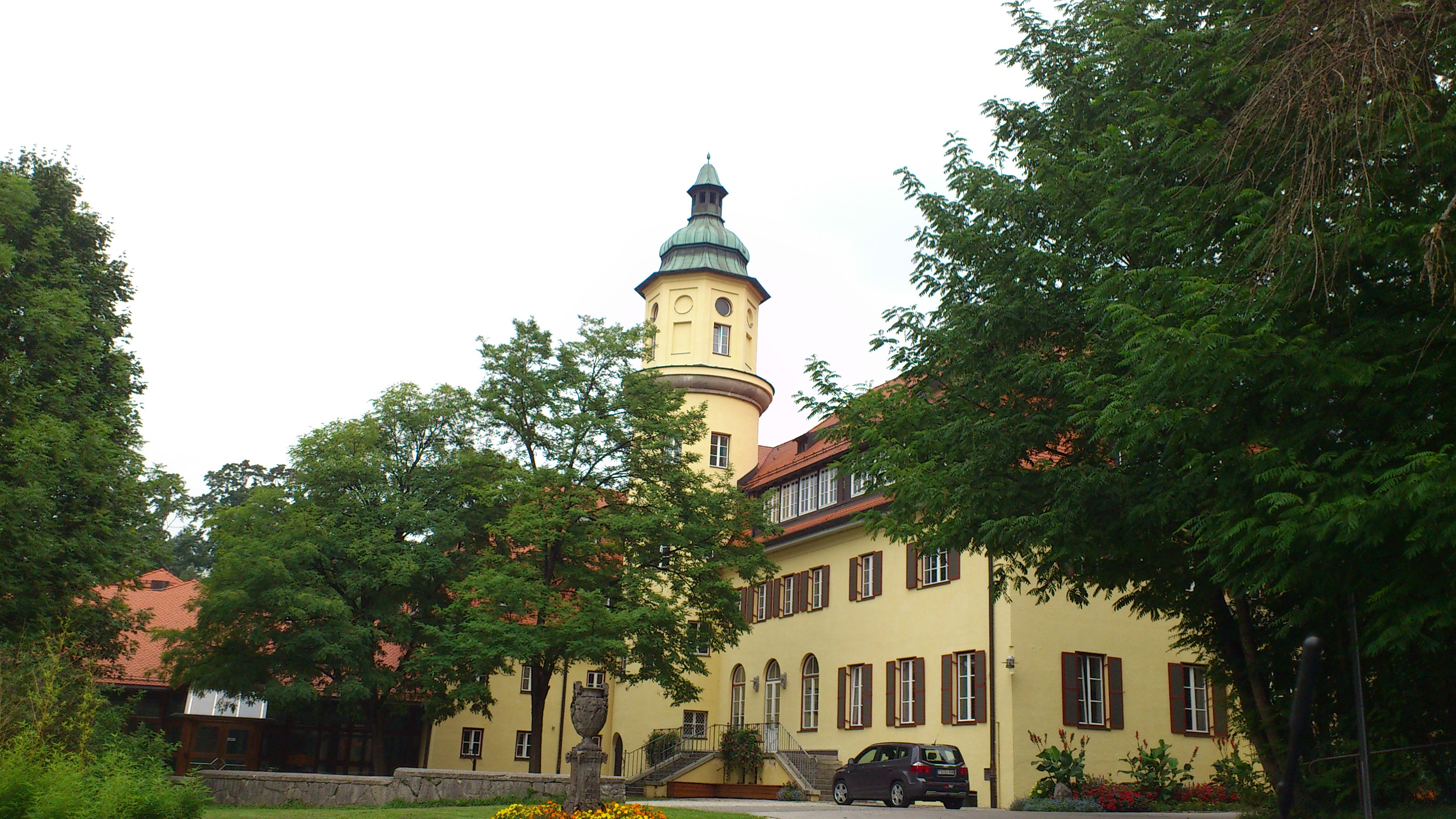
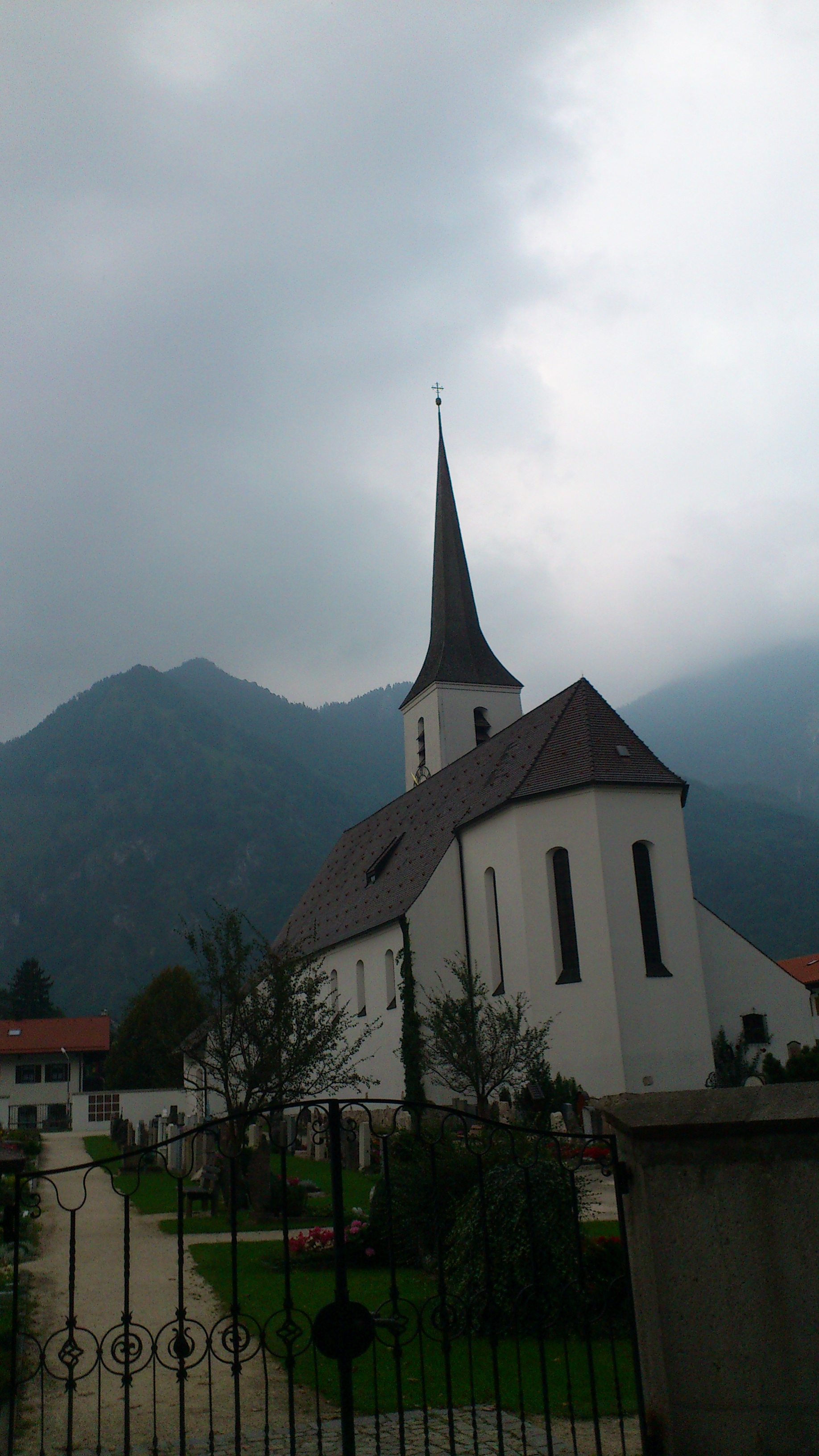
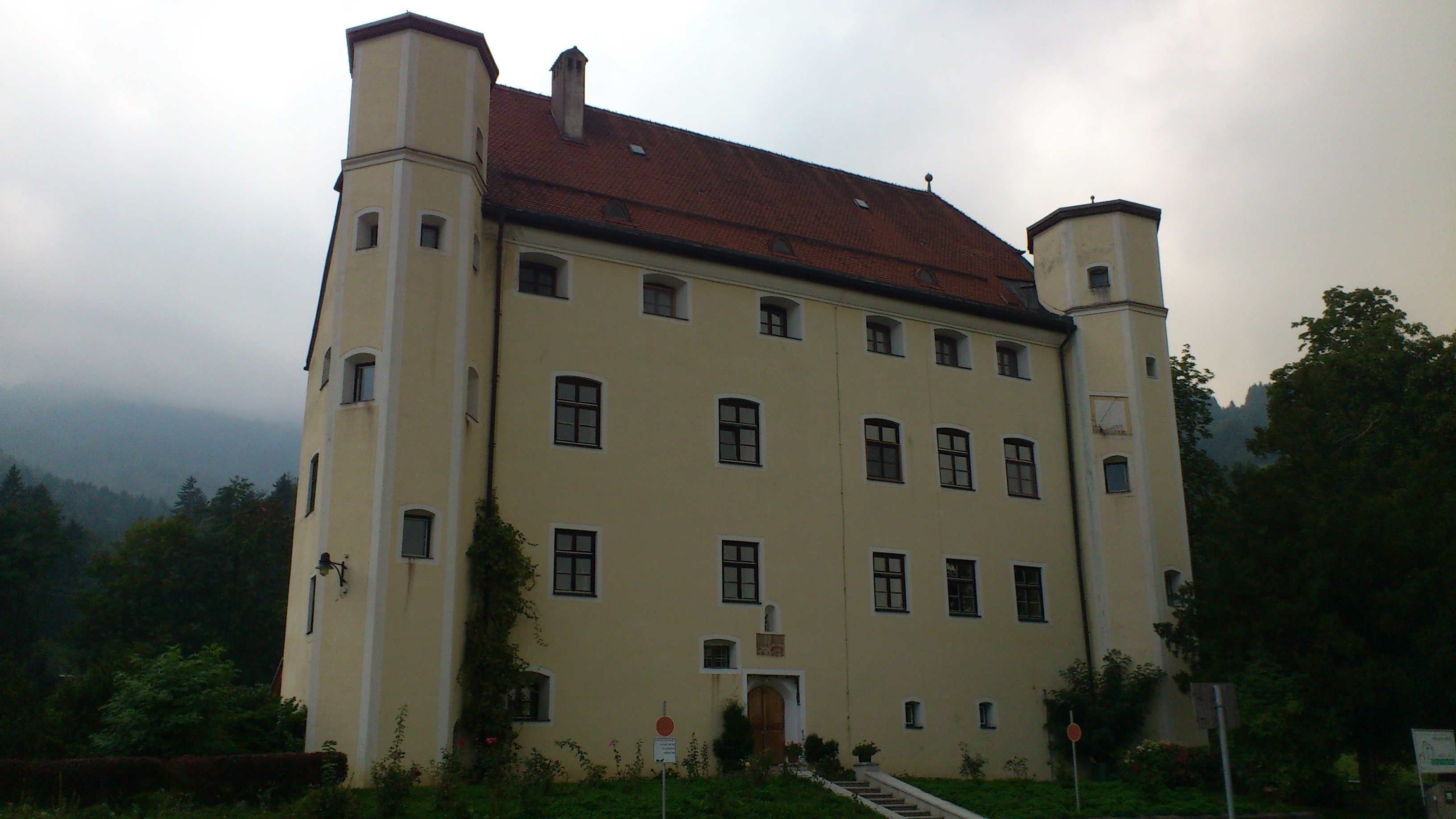
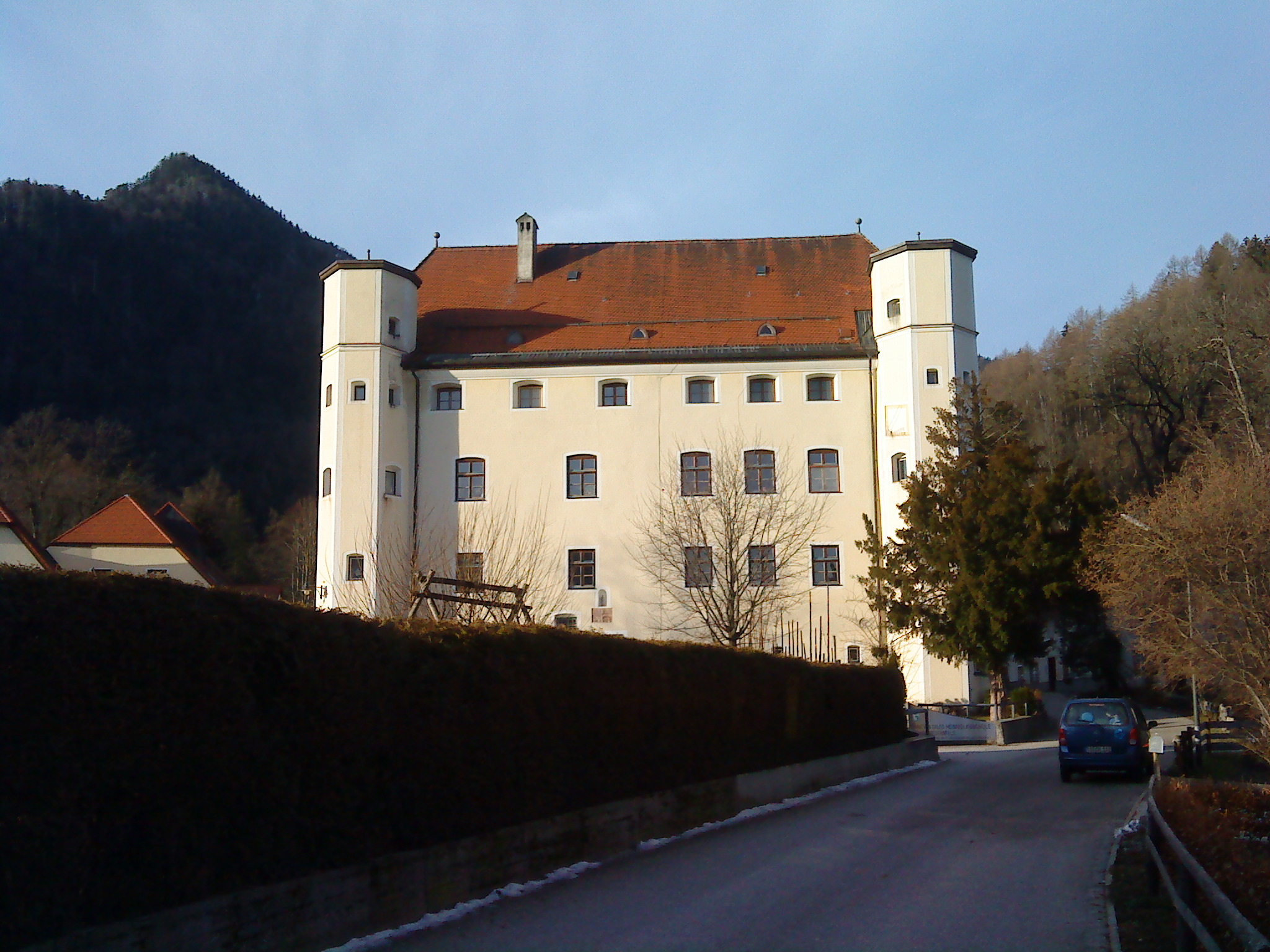